# Cobra (manga)

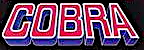
Cobra gavs under ett par års tid ut som serietidning hos RSR Epix.

Cobra, även känd som Space Adventure Cobra, är en science fiction-manga av Buichi Terasawa. Berättelsen utspelar sig i en avlägsen framtid och kretsar kring titelfiguren – rymdpirat med en psykopistol i sin vänstra arm – och hans äventyr. Serien har även blivit film och anime, som senare fått sin egen spinoff-serie.
Animen gavs ut av Wendros under 80-talet och senare på DVD. Animen har även släppts av Zoron Media AB (Ozon Media) komplett med japanskt tal och utan klipp.
Åren 1991–1992 återfanns serien i en egen serietidning i Sverige med samma namn utgiven av RSR Epix. Förutom titelserien innehöll tidningen andra japanska serier såsom Crying Freeman och Pineapple Army.

## Röster
Tomas Bolme

## Filmatisering
Alexandre Aja planerar att göra en filmatisering av mangan.